# 켄트 허벡
켄트 앨런 허벡(Kent Alan Hrbek, /ˈhɜːrbɛk/, 1960년 5월 21일 ~ )은 "허비"(Herbie)라는 별명으로 알려진 미국의 전 프로 야구 선수로, 메이저 리그 베이스볼(MLB)에서 1루수로 뛰었다. 통산 14시즌 동안 오직 미네소타 트윈스 (1981–1994)에서만 활약하였으며, 우투좌타였다. 미네소타 트윈스의 투수였던 짐 캇은 허벡을 두고서 그가 1루수 포지션에서 골드글러브를 수상한 적이 없음에도 불구하고 해당 포지션에서 자신이 보았던 선수들 중 가장 뛰어난 수비를 보여주는 선수로 평했다.